# パンプキンスパイスラテ

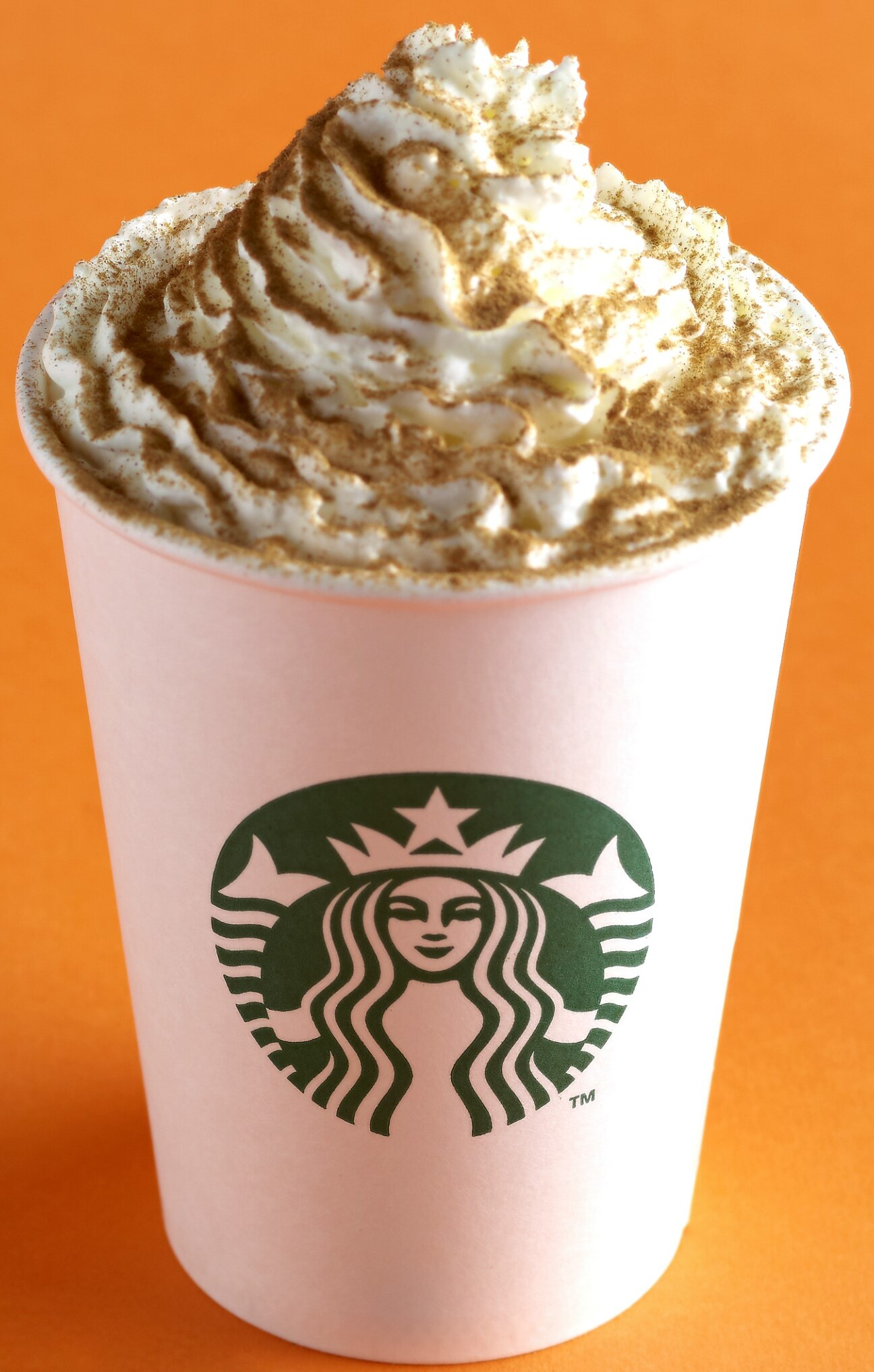
ホイップクリームがのったスターバックスのパンプキンスパイスラテ

パンプキンスパイスラテ (英語: Pumpkin Spice Latte) は主に秋季に提供されるパンプキンスパイスを用いたコーヒー飲料である。秋らしい季節感があるとされるシナモン、ナツメグ、クローブなどからなるミックススパイスであるパンプキンスパイス、スチームミルク、エスプレッソ、砂糖などを使い、上にホイップクリームとパンプキンスパイスをのせることが多い。名称に「パンプキン」が入っているが、カボチャは入っていることもあれば入っていないこともある。2003年の秋にスターバックスが初めてから、スターバックスチェーンの定番飲料となった。人気のあるフレーバーで、秋季になるとさまざまなバリエーションの製品が売られるようになっている。略してPSLと呼ばれることもある。

## 来歴

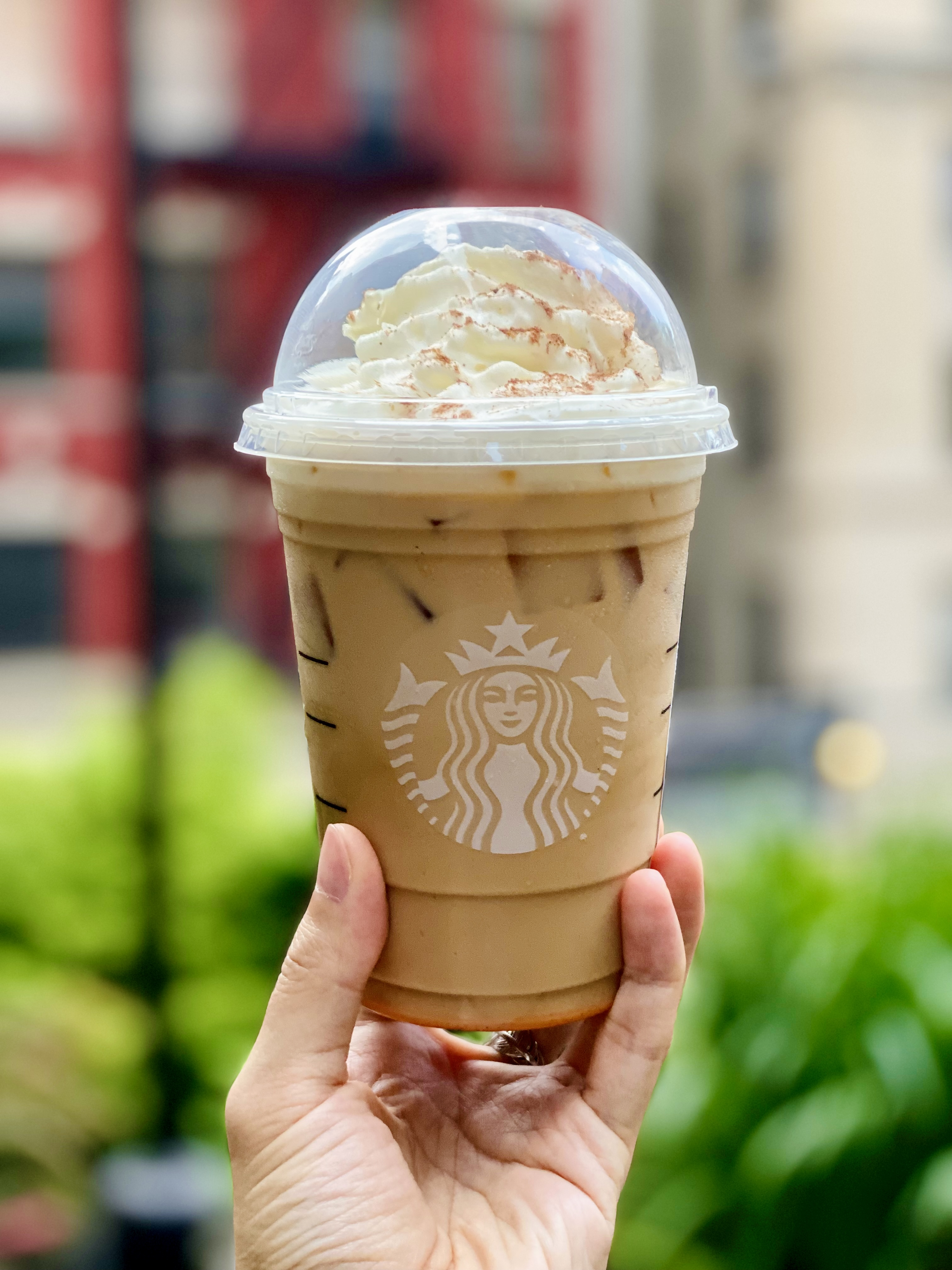
スターバックスが販売しているグランデサイズのアイスパンプキンスパイスラテ

冬期限定ドリンクであるペパーミントラテやエッグノッグラテが成功したことを受け、スターバックスは2003年1月にパンプキンスパイスラテの開発を開始した。スターバックスのアメリカ大陸エスプレッソ部門のディレクターであるピーター・デュークスは「カボチャフレーバーには特別なところがあるというのに開発者が気付いたんです。とくにその時にはカボチャ関係のものは何もありませんでしたし」と述べている。スターバックス社はカボチャとスパイスのさまざまな比率を試したが、結局カボチャなしのレシピを採用することに決めた。
2003年秋にヴァンクーヴァーとワシントンD.C.で最終的なレシピを使ったドリンクが試験販売され、スターバックス社の予想を上回る売り上げがあった。デュークスは「最初は追いつきませんでした。（中略）店舗への在庫出荷を早めないといけませんでした」と述べている。
販売開始後、パンプキンスパイスラテはスターバックスで一番人気の季節限定飲料となり、2013年の秋頃には少なくとも8千万ドル分程度の売り上げをこの飲み物から得ており、これはエッグノッグラテやペパーミントモカといった製品をしのぐものである。2013年にスターバックス社はパンプキンスパイスラテの販売開始にあわせてゲーム的な要素のあるキャンペーンを導入し、顧客が公式発売前に近くのスターバックス店舗でコードを使って注文をすることにより、パンプキンスパイスラテを予定より早く「解除」できるようにした。同年にスターバックス社はPSLという頭字語の商標を申請し、2015年に認可・登録された。2003年の販売開始から2015年までに推定2億杯程度のパンプキンスパイスラテが売られたと考えられている。
2015年8月、スターバックスは人工着色料をやめてカボチャを含む形にレシピを変更した。原材料には砂糖、コンデンススキムミルク、カボチャピュレ、着色料、保存料を含む「パンプキンパイフレーバーシロップ」が含まれているという。食品科学者のカンサ・シェルクは、この変化はほとんど感知できず、「原材料一覧に本物のカボチャが入っているのを見たいという人をなだめるため」だけのものだと述べている。『フォーブス』の推定によると、パンプキンスパイスラテは2015年にスターバックスに1億ドル程度の収入をもたらした。
スターバックスのパンプキンスパイスラテはアイスコーヒーやフラペチーノとして頼むこともでき、2017年秋にはパンプキンスパイスチャイラテというチャイのバージョンも売られるようになった。 
CNBCによると、パンプキンスパイスラテは2019年時点でスターバックスで一番人気のある季節限定ドリンクであり、この年までに世界で4億2千4百万杯を売り上げている。
2022年にはパンプキンスパイスラテ (PSL) の販売開始とともに、労働運動活動家たちが #PumpkinSpiceLabor というハッシュタグを用いて、スターバックス社が労働組合に加入しているバリスタを冷遇し、組合潰し行為を行っていることに対する抗議活動を行った。

## 影響
デボラ・ドンストン＝ミラーは「特定の期間にしか買えない製品には、時とともにインパクトが増加する固有のマーケティングが可能」だと書いている。パンプキンスパイスラテをきっかけにパンプキンスパイス製品ブームが始まり、他の会社もパンプキンスパイスを使った製品を作るようになった。データセンシャル・メニュー・トレンズによると、「2008年から2012年までの間に、全体での期間限定メニューは143％増加したが、このうちカボチャにインスパイアされたレストランの期間限定メニューは234％も増加して」いた。こうした製品の中にはカボチャフレーバーのM&M、ダンキンドーナツのカボチャフレーバーコーヒーKパック、カボチャ味ウイスキーなどの他、カボチャスパイスのローション、シャンプー、キャンドルなども含まれる。
パンプキンスパイスは秋、とくにハロウィンの時期のドリンクとしてよく飲まれるようになっている。ハロウィンの時期にたくさん使われるカボチャの食品ロスを減らすため、残ったカボチャを使う自家製パンプキンスパイスラテのレシピも頒布されている。